# لوئر مین‌لند

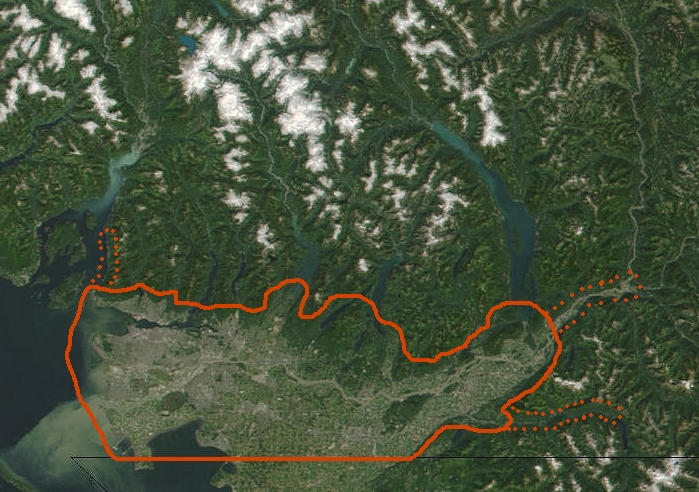
ترسیم آزاد محدوده لوئر مِین‌لند با خط نارنجی.

لوئر مِین‌لند (به انگلیسی: Lower Mainland به‌معنای خشکی سفلی) نامی است که ساکنان استان بریتیش کلمبیا به منطقه پیرامون شهر ونکوور اطلاق می‌کنند.
در سال ۲۰۱۱ میلادی، جمعیت ۲٬۵۹۰٬۹۲۱ تن (۵۹٪ کل جمعیت استان بریتیش کلمبیا) در این منطقه زندگی می‌کردند. شانزده شهر از سی پرجمعیت‌ترین شهرهای این استان در آنجا قرار دارد.